# Kabelzug (Trainingsgerät)

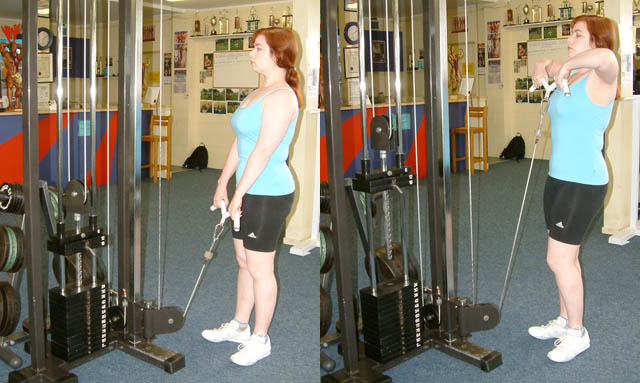
Kabelzug in einem Fitnessstudio

Prinzip des Kabelzugs
(Übersetzungsverhältnis durch die „lose Rolle“ = 1:2)

Der Kabelzug ist ein multifunktionales Trainingsgerät im Kraftsport und aufgrund der vielseitigen Verwendungsmöglichkeiten oft in Fitnessstudios zu finden.
Eine Kabelzugstation besteht mindestens aus einem ca. zwei Meter hohen Turm, häufiger aus zwei Türmen im Abstand von ca. drei Metern zueinander. In den Türmen ist ein Stapel Gewichtsplatten geführt gelagert, durch deren Mitte ein Stahlstab mit Querbohrungen führt. Mit einem Stahlstift können die Gewichte variabel mit dem Stahlstab verbunden werden. Der Stab ist mit einer bzw. mehreren Rollen verbunden, welche die Gewichtskraft der Platten über ein Seil auf einen Griff überträgt.
Durch die Aufhängung und Umlenkung des Seils über die Rollen ist es möglich, die Kraft im Fuß und in der Spitze des Turms aufzunehmen (siehe Grafik rechts). An den Enden des Seils ist meist ein Karabinerhaken befestigt, an dem verschiedene Griffe eingehängt werden können.

## Mögliche Übungen am Kabelzug
Durch die Möglichkeit, das Seil sowohl von oben nach unten als auch von unten nach oben ziehen zu können, sowie die unterschiedlichsten Varianten an Griffen ist die Zahl der möglichen Übungen, die an einem Kabelzug durchgeführt werden können, sehr groß und sie decken die meisten Muskeln ab.

Beispiele:
- Curls: Mit einem SZ-Griff oder einer geraden Stange lassen sich Bizeps-Curls durchführen.
- Flies: Auf einer Flachbank zwischen den beiden Türmen liegend und der Verwendung von Einhandgriffen.
- Trizepsdrücken: Mit einer geraden Stange oder einem Seil.

Eine Kabelzugstation, an der durch Anbauten alle Muskelgruppen trainiert werden können, wird auch als Kraftstation bezeichnet.